# François Gorin
François Gorin (* 1956) ist ein französischer Journalist, Musikkritiker und Autor.

## Leben
Gorin arbeitete zunächst als Journalist für die Zeitschriften Rock&Folk, Matin de Paris und L'Événement, später für Inrockuptibles und betreibt bei Télérama einen Rock-Blog, in dem er vor allem alte Plattenaufnahmen von Musikern wie Charley Patton, Adam Green, Elvis Costello, Paddy McAloon und  Beverly Kenney bespricht. Im Verlag Les Mots et le reste, Marseille, erschien 2014 sein Essayband Nos futurs: un conte post-rétro (ISBN 978-2-36054-126-3). Auf der Grundlage von Serge Clercs Comics schrieb er für den WDR von 1994 bis 1996 die zehnteilige Hörspielreihe Phil Perfect erzählt: Legenden des Rock 'n' Roll, deren erste drei Teile im April 1994 als Hörspiel des Monats ausgezeichnet wurden.

## Hörspiele
- 1994: Mit Co-Autor Serge Clerc: Akustik-Strips: Phil Perfect erzählt: Legenden des Rock 'n' Roll (Original-Hörspiel, Kurzhörspiel – WDR)

Am 7. April 1994 wurden folgende Episoden gesendet:
- 1: Thunderbird – Regie: Annette Kurth
- 2: Cruisin ... – Regie: Thomas Werner
- 3: Hitsville USA – Regie: Joachim Sonderhoff
  - Auszeichnung: Hörspiel des Monats April 1994
- 1995: Mit Co-Autor Serge Clerc: Phil Perfect erzählt: Legenden des Rock 'n' Roll (Hörspielbearbeitung, Kurzhörspiel – WDR)

Am 31. Oktober 1995 wurden folgende Episoden gesendet:
- 1: I'm a poor lonesome Beach Boy – Regie: Thomas Leutzbach
- 2: Die Kinks in Lola – Regie: Petra Feldhoff
- 3: Stranger in the night – Regie: Petra Feldhoff
- 4: Gott und Phil Perfect schützen die Königin – Regie: Thomas Leutzbach
- 1996: Mit Co-Autor Serge Clerc: Phil Perfect erzählt: Legenden des Rock 'n' Roll (Hörspielbearbeitung, Kurzhörspiel – WDR)

Am 20. August 1996 wurden folgende Episoden gesendet:
- 1: Ein Amerikaner in Paris – Regie: Petra Feldhoff
- 2: Fluß der Tränen – Regie: Petra Feldhoff
- 3: Unter der Promenade – Regie: Petra Feldhoff